# Super Bowl XVI
Super Bowl XVI var 1981 års mästerskapsmatch av National Football League mellan National Football Conference-mästaren San Francisco 49ers och American Football Conference-mästaren Cincinnati Bengals. San Francisco besegrade Cincinnati med siffrorna 26-21 och vann därmed sin första Super Bowl.
Matchen spelades den 24 januari 1982, inomhus på Pontiac Silverdome i Pontiac, Michigan. Detta var första gången som en Super Bowl spelades i en stad med kallt klimat.
För första gången sedan Super Bowl III gjorde båda lagen sitt första Super Bowl-framträdande. San Francisco presterade 13 vinster mot 3 förluster under grundserien och vann i slutspelet matcher mot New York Giants och Dallas Cowboys. Cincinnati avslutade grundserien med 12 vinster och 4 förluster och hade slutspelsvinster mot Buffalo Bills och San Diego Chargers. 

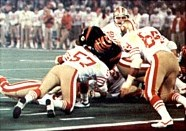
San Francisco stoppar Cincinnati på mållinjen i den tredje kvarten.

Cincinnatis 356 anfallsyards, jämfört med San Franciscos 275, markerade första gången i Super Bowls historia där laget som erövrat fler yards än sin motståndare förlorade matchen. Cincinnati begick även fyra turnovers mot San Franciscos enda, vilket spelade en stor roll för slutresultatet. Tre av Cincinnatis turnovers hjälpte San Francisco till en ledning med 20-0 vid halvtidsvilan, genom en touchdownpassning och en touchdown på marken av quarterback Joe Montana samt två field goals av kicker Ray Wersching. 
Cincinnati återhämtade sig i den andra halvleken med en 5-yards touchdownlöpning av quarterback Ken Anderson och en touchdownpassning från densamme, men med ett stopp på egen mållinje av San Franciscos försvar, kombinerat med ytterligare två field goals av Wersching, avgjorde slutligen matchen. Cincinnati lyckades förvisso med att göra en ytterligare touchdown med 20 sekunder kvar av matchen, men misslyckades med att återta kontroll över bollen vid den efterföljande avsparken. 
Montana valdes till matchens mest värdefulle spelare, efter att ha nått fram med 14 av 22 passningar för 157 yards och en touchdown och också sprungit för 18 yards och en touchdown.